# Едвард Антонијевич
Едвард Антонијевич (Љубљана, 24. децембар 1902 — Хот Спрингс, 4. јануар 1960) био је југословенски гимнастичар, словеначког порекла.

## Спортска каријера
Бавио се гимнастиком од 1922. године, био је члан љубљанског Сокола и југословенске репрезентације у спортској гимнастици. Године 1928. на Олимпијским играма у Амстердаму освојио је бронзану медаљу у екипној конкуренцији у саставу југословенске репрезентације : Леон Штукељ, Јосип Приможич, Антон Малеј, Јанез Порента, Драгутин Циоти, Стане Дерганц и Борис Грегорка. У појединачној конкуренцији заузео је 25. место. На светском првенству 1930, одржаном у Луксембургу, такође је освојио бронзу у екипном такмичењу. Спортску каријеру наставио је до почетка Другог светског рата, али више није учествовао на великим такмичењима.
Током италијанске окупације Словеније (1941-1943) сарађивао је са окупационим властима, био је официр у локалним снагама. Након што је италијанску окупацију заменила немачка, ухапшен је и послат у логор Дахау. На крају рата, спасиле су га америчке трупе. Живео је једно време у Трсту, који је био под америчком контролом, учествовао у активностима југословенских емигрантских организација. У Трсту је његова ћерка упознала и удала се за америчког лекара и преселила се с њим у Арканзас, САД. Антонијевич их је пратио заједно са супругом и сином Андреом 1949. године. У Сједињеним Државама је био запослен у радију Глас Америке.
У Сједињеним Државама је преминуо 1960. године и сахрањен је у граду Џоунсборо.